# Marguerite de Roucy
Marguerite de Roucy, född 1390, död 1419, var en italiensk adelskvinna, markisinna av Saluzzo 1403-1416 som gift med markis Tomas III av Saluzzo.
Hon var ställföreträdande regent i Saluzzo för sin minderåriga son Ludvig I av Saluzzo mellan 1416 och 1419, som samregent med sin utomäktenskapliga styvson Valerano di Saluzzo. 